# Crane Wilbur
Crane Wilbur, nato Erwin Crane Wilbur (Athens, 17 novembre 1886 – Toluca Lake, 18 ottobre 1973), è stato un attore, sceneggiatore e regista statunitense teatrale, cinematografico e radiofonico.
Appartenente a una famiglia di attori, è ricordato soprattutto per il ruolo di Harry Marvin in Le avventure di Paolina (1914), dove affiancava la protagonista Pearl White con la quale, a inizio carriera, aveva fatto coppia fissa sullo schermo.

## Biografia
Nato ad Athens, nello stato di New York, il 17 novembre 1886, era figlio di un costruttore navale che si era suicidato quando Wilbur era ancora giovane. Nipote di Tyrone Power Sr.,  noto attore teatrale e cinematografico, era cugino di Tyrone Power, la celebre star hollywoodiana.

## Filmografia

### Attore
- The Girl from Arizona, regia di Theodore Wharton e Joseph A. Golden – cortometraggio (1910)
- A Western Memory – cortometraggio (1911)
- For Massa's Sake, regia di Joseph A. Golden – cortometraggio (1911)
- Love Molds Labor, regia di Joseph A. Golden – cortometraggio (1911)
- The Power of Love, regia di Joseph A. Golden – cortometraggio (1911)
- The Fatal Portrait – cortometraggio (1911)
- The Doll
- Phantom Lovers
- Jimmy's Misfortune
- The Salvationist
- Texan Twins
- A Nation's Peril
- Where Jealousy Leads
- On the Brink of the Chasm
- His Second Love
- Anona's Baptism
- Gee! My Pants!
- Pals, regia di Joseph A. Golden (1912)
- The Three Bachelors' Turkey
- The Compact
- The Receiving Teller
- A Simple Maid
- Dynamited Love
- The Artist's Trick
- The Infernal Pig
- The Moonshiner's Last Stand
- God Is Love
- In the Days of War
- The Count's Will – cortometraggio (1913)
- A Woman Scorned – cortometraggio (1913)
- The Secret Formula, regia di Joseph A. Golden – cortometraggio (1913)
- The Second Shot
- The Miner's Destiny
- The Mad Sculptor
- The Haunted House
- $1,000 Reward
- The Climax – cortometraggio (1913)
- Across the Chasm
- The Merrill Murder Mystery (1913)
- The President's Pardon
- The Smuggler (1913)
- Gypsy Love (1913)
- Unmasked (1913)
- The Shadow of Shame
- Uncle John to the Rescue
- The Couple Next Door
- Through Fire and Air
- Le avventure di Paolina (The Perils of Pauline), regia di Louis J. Gasnier e Donald MacKenzie (1914)
- The Ghost
- The Corsair
- All Love Excelling
- The Road o' Strife
- No Other Way
- The Call of Motherhood
- Polly of the Pots and Pans
- The Mirror
- The Protest
- The Blood of Our Brothers
- Could a Man Do More?, regia di Robert Broadwell (1915)
- The Mystery of Carter Breene, regia di Robert Broadwell (1915)
- Vengeance Is Mine!, regia di Robert Broadwell (1916)
- A Law Unto Himself, regia di Robert Broadwell (1916)
- The Love Liar, regia di Crane Wilbur (1916)
- The Conscience of John David, regia di Crane Wilbur (1916)
- The Wasted Years, regia di Robert Broadwell (1916)
- A King o' Make-Believe, regia di Robert Broadwell (1916)
- The Fool's Game, regia di Robert Broadwell (1916)
- The Haunting Symphony, regia di Robert Broadwell (1916)
- For Her Good Name, regia di Robert B. Broadwell (1916)
- The Spite Husband
- The Painted Lie, regia di Robert Broadwell, Harrish Ingraham e Crane Wilbur (1917)
- The Single Code, regia di Tom Ricketts (1917)
- The Eye of Envy, regia di Harrish Ingraham (1917)
- The Blood of His Fathers
- Unto the End, regia di Harrish Ingraham (1917)
- The Finger of Justice
- Breezy Jim, regia di Lorimer Johnston (1919)
- Devil McCare, regia di Lorimer Johnston (1919)
- Stripped for a Million
- Something Different, regia di Roy William Neill (1920)
- The Heart of Maryland, regia di Tom Terriss (1921)
- La romanza dell'amore
- Tomorrow's Children, regia di Crane Wilbur (1934)
- Name the Woman, regia di Albert S. Rogell (1934)
- High School Girl
- Public Opinion
- Captain Calamity, regia di John Reinhardt (1936)
- Yellow Cargo

### Sceneggiatore
- Amore bendato (Children of Pleasure), regia di Harry Beaumont - soggetto (1930)
- Captain Calamity, regia di John Reinhardt (1936)
- Il mostro delle nebbie (The Mad Magician), regia di John Brahm - soggetto e sceneggiatura (1954)
- La rivolta delle recluse (Women's Prison), regia di Lewis Seiler (1955)

### Regista
- The Love Liar (1916)
- The Painted Lie, co-regia Robert Broadwell e Harrish Ingraham (1917)
- Tomorrow's Children (1934)
- The Monroe Doctrine – cortometraggio (1939)
- Il mostro che uccide (the bat) (1959)